# Argyrodes unimaculatus
Argyrodes unimaculatus là một loài nhện trong họ Theridiidae.
Loài này thuộc chi Argyrodes. Argyrodes unimaculatus được Brian John Marples miêu tả năm 1955.